# Newtown (Powys)
Newtown (wal. Y Drenewydd) – miasto we wschodniej Walii, w hrabstwie Powys (historycznie w Montgomeryshire), położone nad rzeką Severn. Około 12,7 tys. mieszkańców.
W 1771 roku urodził się tutaj Robert Owen. W mieście znajduje się poświęcone jego życiu muzeum, teatr Hafren i galeria sztuki Oriel Davies Gallery wystawiająca krajowe i międzynarodowe dzieła sztuki współczesnej oraz rzemiosła.